# ニコル・ベルジェ
ニコル・ベルジェ（Nicole Berger、1934年6月12日 - 1967年4月13日）は、フランスの女優である。本名はニコル・グースペール（Nicole Gouspeyre）。

## 人物・来歴
パリで生まれる。映画界にデビューする前に、短い期間、演劇の舞台での経験がある。
1952年3月8日、17歳のときにフランスで公開されたジャック・ド・カザンブロ監督の映画『ジョスラン』で主人公の妹役で映画界にデビューした。同作では「ニッキー」名義であったが、すぐに「ニコル・ベルジェ」の芸名を得た。1954年、クロード・オータン＝ララ監督の『青い麦』で、主役に近いヴァンカ役に抜擢され、注目を集めた。
1957年、まだ短篇映画しか撮ったことのないジャン＝リュック・ゴダールが、短篇『男の子の名前はみんなパトリックっていうの』を撮るにあたって、ベルジェをヴェロニク役に起用した。同作はゴダールの映画の仲間であるエリック・ロメールとの連作で、ロメールは翌1958年、ベルジェを主役に『ヴェロニクと怠慢な生徒』を撮った。両作は、ゴダールとロメールが長篇デビューしたのちに注目され、上映された。当時俳優専業だったジャン＝ピエール・モッキーの監督デビュー作『今晩おひま?』（1959年）、フランソワ・トリュフォー監督の『ピアニストを撃て』（1960年）、ジャック・ドニオル＝ヴァルクローズ監督の『非難』（1962年）といった、ヌーヴェルヴァーグの映画作家たちの作品に、つぎつぎに出演した。
1964年からはテレビ映画出演に専念していたが、1967年4月13日、ルーアンで交通事故で死去した。満32歳没。

## フィルモグラフィ
- ジョスラン Jocelyn : 監督ジャック・ド・カザンブロ、1952年 - ニッキー名義、ジョスランの妹ジュリー役
- 巴里の気まぐれ娘 Julietta : 監督マルク・アレグレ、1953年 - マルティーヌ・ヴァランドール役
- 青い麦 Le blé en herbe : 監督クロード・オータン＝ララ、1954年 - ヴァンカ・フェレ役
- 春、秋そして愛 Le printemps, l'automne et l'amour : 監督ジル・グランジェ、1955年 - セシリア役
- フランドルから来た娘 Ein Mädchen aus Flandern : 監督ヘルムート・カウトナー、1956年 - アンジュリーヌ・ムーニエ / アンジェル役
- おしゃべりたち Les indiscrètes : 監督ラウール・アンドレ、1956年 - エリザベート・ランジャック役
- 戦いの鐘は高らかに Les aventures de Till L'Espiègle : 監督ヨリス・イヴェンス / ジェラール・フィリップ、1956年 - ネール役
- 緑のドレス L'habit vert : 監督マルセル・クラヴェンヌ、テレビ映画、1957年
- 宿命 Celui qui doit mourir : 監督ジュールス・ダッシン、1957年 - マリオリ役
- 男の子の名前はみんなパトリックっていうの Charlotte et Véronique, ou Tous les garçons s'appellent Patrick : 監督ジャン＝リュック・ゴダール、1957年 - 1959年 - ヴェロニク役
- ヴェロニクと怠慢な生徒 Véronique et son cancre : 監督エリック・ロメール、1958年 - ヴェロニク役
- 人生の春 Livets vår : 監督アルネ・マットソン、1958年 - エリザ・フェルナンデス役
- すずらん祭 Premier mai : 監督ルイス・サスラフスキー、1958年 - アニー・シャポワ役
- 夜の娘たち Les filles de nuit : 監督モーリス・クロシュ、1958年 - ネダ役
- 可愛い悪魔 En cas de malheur : 監督クロード・オータン＝ララ、1958年 - ジャニーヌ（イヴェットの親友）役
- 今晩おひま? Les dragueurs : 監督ジャン＝ピエール・モッキー、1959年 - フランソワーズ役
- カメラは時間を探る La caméra explore le temps : テレビ映画ミニシリーズ
  - ケーニヒスマルクの最後の夜 La dernière nuit de Koenigsmark : 監督ステリオ・ロレンツィ、1959年 - ソフィ・ドロテ・ド・アノーヴル役
- 野心 L'ambitieuse : 監督イヴ・アレグレ、1959年 - クレール・ランクール役
- シドニー・ストリートの包囲戦 The Siege of Sidney Street : 監督モンティ・バーマン、1960年 - サラ役
- ピアニストを撃て Tirez sur le pianiste : 監督フランソワ・トリュフォー、1960年 - テレーズ・サロワイヤン役
- 愛を語る機械 La machine à parler d'amour : 監督セバスチャン・ジャプリゾ、1961年 - 若い娘役
- 嬰児たちの殺戮 Le massacre des innocents : 監督ロラン＝ベルナール、テレビ映画、1961年 - ローズ役
- 非難 La dénonciation : 監督ジャック・ドニオル＝ヴァルクローズ、1962年 - エレノール・ジェルマン役
- ある殺人について À propos d'un meurtre : 監督クリスチャン・ルデュー、1963年
- めんどりの肉 Chair de poule : 監督ジュリアン・デュヴィヴィエ、1963年 - シモーヌ
- ドゥーシュカ Douchka : 監督マルコ・ド・ガスティーヌ、1964年 - ナレーター
- 特別な部屋 Les cabinets particuliers : 監督アラン・ブーデ、テレビ映画、1964年 - エルネスティーヌ役
- ラ・フェルトのお嬢さん Mademoiselle de la Ferté : 監督ジルベール・ピノー、テレビ映画、1965年 - ディアナ役
- 田舎医者セシリア Cécilia, médecin de campagne : 監督アンドレ・ミシェル、テレビ映画ミニシリーズ、1966年 - セシリア・ブードゥワン役（主演）
- 許可 La permission : 監督メルヴィン・ヴァン・ピーブルズ、1968年 - ミリアム役

## 註
1. 1 2  Michel Bracquart, Le Vrai Nom des stars, M.A. Editions, 18 mars 1998 ISBN 2866764633
2. ↑  Nicole Berger（LES GENS DU CINEMA ©）